# 傑維亞特金諾站
傑維亞特金諾站（羅馬化：Devyatkino），於1992年之前稱為科姆索莫爾斯卡亞站（羅馬化：Komsomolskaya），俄羅斯聖彼得堡地鐵車站，也是聖彼得堡地鐵一個位於市域之外的車站。傑維亞特金諾站是聖彼得堡地鐵1號線最北端的車站，開通於1978年12月29日。在1982年之前赫爾辛基地鐵開通之前，該站是世界最北端的地鐵站。